# Nicolaes Couckebacker
Nicolaes Coeckebacker ou Couckebacker foi em duas ocasiões chefe (opperhoofd) da feitoria holandesa em Hirado, o posto comercial japonês da Companhia Holandesa das Índias Orientais. Ele chegou em 1633 e ficou até o outono de 1635. Seu segundo período como chefe em Hirado foi de 1637 até 1639.
Couckebacker recebeu ordens do clã Matsudaira para ajudar na repressão aos rebeldes cristãos, liderados por Amakusa Shiro, em meio a Rebelião de Shimabara. Ele bombardou os insurgentes que estavam no Castelo de Hara a partir de seu navio De Rijp, começando a 24 de fevereiro de 1638. Em 12 de março, Matsudaira Nobutsuna o dispensou e agradeceu-lhe pela ajuda. A participação de Coeckebacker no ataque aos rebeldes em Shimabara foi, de acordo com seus próprios relatórios, um tanto relutante e ineficaz.
Em 1640, ele estava tentando, sem sucesso, negociar um acordo comercial com os senhores de Trinh no Vietnam.